# Shang Xia
Shang Xia est une marque de luxe appartenant majoritairement à Hermès International et commercialisant des produits issus de l'artisanat chinois.

## Présentation
Souvent appelée l'« Hermès chinois », Shang Xia est une marque chinoise fondée en 2007 par Hermès pour 90 % des parts ; mais « les deux marques sont totalement séparées ».
La marque Shang Xia (« en haut, en bas ») combine l’histoire culturelle Chinoise ancienne et moderne. Elle apparaît sur le marché chinois fin 2010, avec un premier point de vente à Shanghai, qui est suivi d'un second à Pékin fin 2012.  
Cette marque permet de « transférer la philosophie d'Hermès en Chine », de créer ainsi un « Hermès chinois » d'après Patrick Thomas, mais également de « faire renaitre l'artisanat chinois » d'après Jiang Qiong'er,,, qui dirige cette marque. En France, la marque est supervisée par le groupe Hermès.
Mais la marque a pour « vocation à être vendue mondialement » : un point de vente sous cette enseigne ouvre en 2013 à Paris, rue de Sèvres,. 
La marque Shang Xia, au « style épuré », est composée principalement de services en porcelaine pour le thé, ainsi que de mobilier, bijoux, maroquinerie, et textile, et utilise des matériaux locaux (porcelaine, jade, cachemire, bambou…).